# Drekale
Drekale (crnogorska ćirilica: Дрекале) bio je prema usmenoj predaji vojvoda crnogorskog-brdskog plemena Kuči i rodonačelnik Novokuča Drekalovića.

## Ime
Podrijetlo imena Drekale još uvijek nije u potpunosti razjašnjeno, ali se smatra kako je došlo od slavenske imenice dreka (vika). Prema Rovinskom ime Drekale moglo bi biti povezano i s albanskom inačicom imena Andrej.

## Podrijetlo
O podrijetlu vojvode Drekala postoji također više teorija. Prema usmenoj predaji, koju je zabilježio Marko Miljanov Popović, koji je ujedno i pripadao Drekalovićima kao bratstvu, Drekale je bio unuk Gjergja Kastriotija Skenderbega, odnosno sin Gjona (Ivana) Kastriotija. Kako je navedeno u predaji, nakon Skenderbegove smrti i upada Osmanlija na prostor kojim je vladao (današnja Albanija) njegovi su potomci i obitelj bili primorani pobjeći zbog turske opasnosti. Skenderbegov sin Gjon je pobjegao u Italiju, dok je njegova žena Jerina pobjegla s njihovim nerođenim djetetom preko Prokletija u Crnu Goru, gdje je na posljetku rodila sina Drekala. Prema istoj predaji, sklonila se kod Nikeze Mrnjavčevića, koji je potjecao od Kuča starosjedioca (Starokuča), te je on posvojio njena sina Drekala i s njom ga odgojio.Prema nekim pretpostavkama, Drekale je zapravo bio upravo njegov sin. Edith Durham iznijela je pretpostavku da je zapravo potjecao od albanskog plemena Berisha.

## Životopis
Rođen je u 16. stoljeću u Kučima, prema pretpostavkama povjesničara oko 1550. godine. Oženio se Marom, kćeri Žija Peralova s Kosora, s kojom je imao dva sina, Nikolu i Ljalja (Lala). Proglašen je vojvodom Kuča nakon što ih je posjetom osmanskom veziru u Skadru oslobodio od harača. Sudjelovao je u brojnim borbama s Osmanlijama. Prema predaji su ga, zajedno s njegovim starijim sinom Nikolom, ubili Klimenti. Njegov mlađi sin Ljalje koji je preživio naslijedio je od njega vojvodsku titulu. Bio je rimokatoličke vjeroispovijesti.

## Naslijeđe
Drekale je bio rodonačelnik Drekalovića, koji se ujedno nazivaju i Novokučima. Imao je unuke Vujoša, Iljika (Ilika), Čeja i Mija po svojem sinu Ljalji, koji su rodonačelnici bratstava unutar ovog plemena. Od njegova praunuka Mirčete (Ilikova sina), pravoslavnog "popa" potjecao je i Marko Miljanov Popović, crnogorski književnik i vojvoda Kuča.

## Vanjske poveznice
http://montenegrina.net/pages/pages1/istorija/plemena/drekalovici_porijeklo_vojvoda_drekale_m_miljanov.html